# Entephria infrequentata
Entephria infrequentata là một loài bướm đêm trong họ Geometridae.